# Hülgerahu
Hülgerahu est une île d'Estonie en mer Baltique.

## Géographie
Elle fait partie de la réserve naturelle des îlots de la région de Hiiumaa et est fermée au public. 